# Steinheim (Luxemburg)
Steinheim (en luxemburguès:Steenem; en alemany: Steinheim) és una vila de la comuna de Rosport situada al districte de Grevenmacher del cantó d'Echternach. Està a uns 34 km de distància de la ciutat de Luxemburg.

## Geografia
La vila està delimitada al nord per Sauer, un afluent del Mosel·la, que forma aquí la frontera amb Alemanya.